# Spionaj
Spionajul este o activitate de strângere de informații desfășurată de una sau mai multe persoane numite spioni; scopul aceste activități este de urmărirea unei sau mai multor persoane sau instituții sau țări pentru a afla intențiile sau activitățile acestora, pentru a afla ce intenționează să facă sau să spună, și aceasta cu scopul de a informa o terță parte.
Termenul de spionaj este deseori asociat cu statul care spionează dușmani potențiali sau actuali, în primul rând pentru scopuri militare, dar acesta s-a extins la spionajul care include corporații, cunoscut sub numele de spionaj industrial. Multe națiuni spionează la o anumită perioadă atât dușmanii cât și pe aliați, deși mențin o politică de a nu comenta asupra acestui fapt. Dicționarul legislativ al lui Henry Campbell Black (1990) definește spionajul ca fiind „...strângerea, transmiterea sau pierderea informațiilor referitoare la apărarea țării.”
Spionul este un agent angajat să obțină astfel de informații. Termenul de ofițer de informații este de asemenea folosit pentru a descrie un membru a forțelor armate, poliției sau agențiilor de spionaj, care sunt specializate în strângerea, fuziunea și analizarea informațiilor, pentru a se sfătui cu guvernul sau cu alte organizații.Spionajul poate fi de mai multe feluri:
- spionaj industrial
- spionaj militar
- contraspionaj
- etc.

## Istoria spionajului
Incidentele cu privire la spionaj sunt bine documentate de-a lungul istoriei. Egiptenii antici au avut un sistem bine dezvoltat pentru obținerea informatiilor, iar evreii au folosit și ei spioni. Mai recent spionii au jucat un rol important în Anglia elizabetană. Japonia feudală a folosit deseori ninja pentru a strânge informațiie. Multe metode moderne de spionaj au fost deja stabilite atunci.
Războiul Rece a implicat spionaj intens între Statele Unite și aliații săi si Uniunea Sovietică și Republica China și aliații acestora, referitor mai ales la armele nucleare. Recent, agențiile de spionaj au urmărit comerțul ilegal de droguri și persoanele bănuite de complicitate sau activități teroriste.
Timp de trei decenii Statele Unite și-a cultivat cele mai bune și inteligente dispozitive în domeniul comunicațiilor și controlului. Pe măsură ce tehnologia a evoluat, mijloacele și metodele de spionaj au avansat către supravegherea tuturor transmisiilor electronice, incluzând telefonul mobil, mesageria vocală, e-mail și transmisii fără fir, etc.
Totuși, se spunea că Uniunea Sovietică avea cele mai mari și mai avansate rețele de spionaj în timpul existenței sale, infiltrându-se  și în cele mai sigure locuri de pe planetă, fapt care a cauzat multe scandaluri.
Pentru a obține informații politice și economice, care ar putea fi în avantajul Statelor Unite, comunicațiile străine sunt din când în când subiectul supravegherilor. În 2002, noi programe de supraveghere prin satelit, înarmate cu rachete, au făcut posibil nu numai supravegherea în timp real ci și răspunderea prin forță.

## Transmiterea informațiilor în spionaj
Prin radio. De peste 30 de ani undele scurte au purtat mesaje codificate ale spionilor din toată lumea. Această metodă este perfectă pentru o comunicație într-un singur sens, protejată de anonimat. De cele mai multe ori, mesajele sunt transmise prin intermediul numerelor spuse clar de către o voce de bărbat sau femeie (ori chiar de copil, cum este în cazul „Rapsodiei Suedeze”) și sunt precedate de muzică sau sunete care avertizează asupra faptului că va urma o transmisiune. Alteori se utilizează codul morse, ori o melodie simplă, compusă din tonuri de diferite lungimi. Pasionații de radio din întreaga lume au adunat multe astfel de înregistrări în ceea ce este cunoscut sub numele de Proiectul Conet. Printre acestea se află și una în limba română, în care se poate auzi la început cunoscuta Ciocârlie a instrumentistului Gheorghe Zamfir, iar mai apoi o înșiruire de cifre. Aceste posturi clandestine emit în mare parte și astăzi. Toate înregistrările din arhiva proiectului pot fi găsite liber aici.
Exista site-uri unde se gasesc diverse instrumente de spionaj. Un exemplu este www.spionaj.com

## Spionaj și ficțiune
Deoarece nu se cunosc prea multe despre adevărata viață a spionilor, concepția populară a agenților secreți a fost formată în cea mai mare parte în secolele XX și XXI prin intermediul cinematografiei și literaturii.  James Bond, protagonistul romanelor lui Ian Fleming este probabil cel mai cunoscut agent secret ficțional dintre toți. Un alt spion cunoscut este și Alex Rider, creat de Anthony Horowitz. Dar și personajul feminin Sydney Bristow din serialul Alias (2001-2006) a devenit destul de popular.
Contrar romanelor și filmelor de spionaj, munca de spion este foarte plicticoasă.